# Gardenia saxatilis
Gardenia saxatilis là một loài thực vật có hoa trong họ Thiến thảo. Loài này được Geddes mô tả khoa học đầu tiên năm 1928.

## Hình ảnh

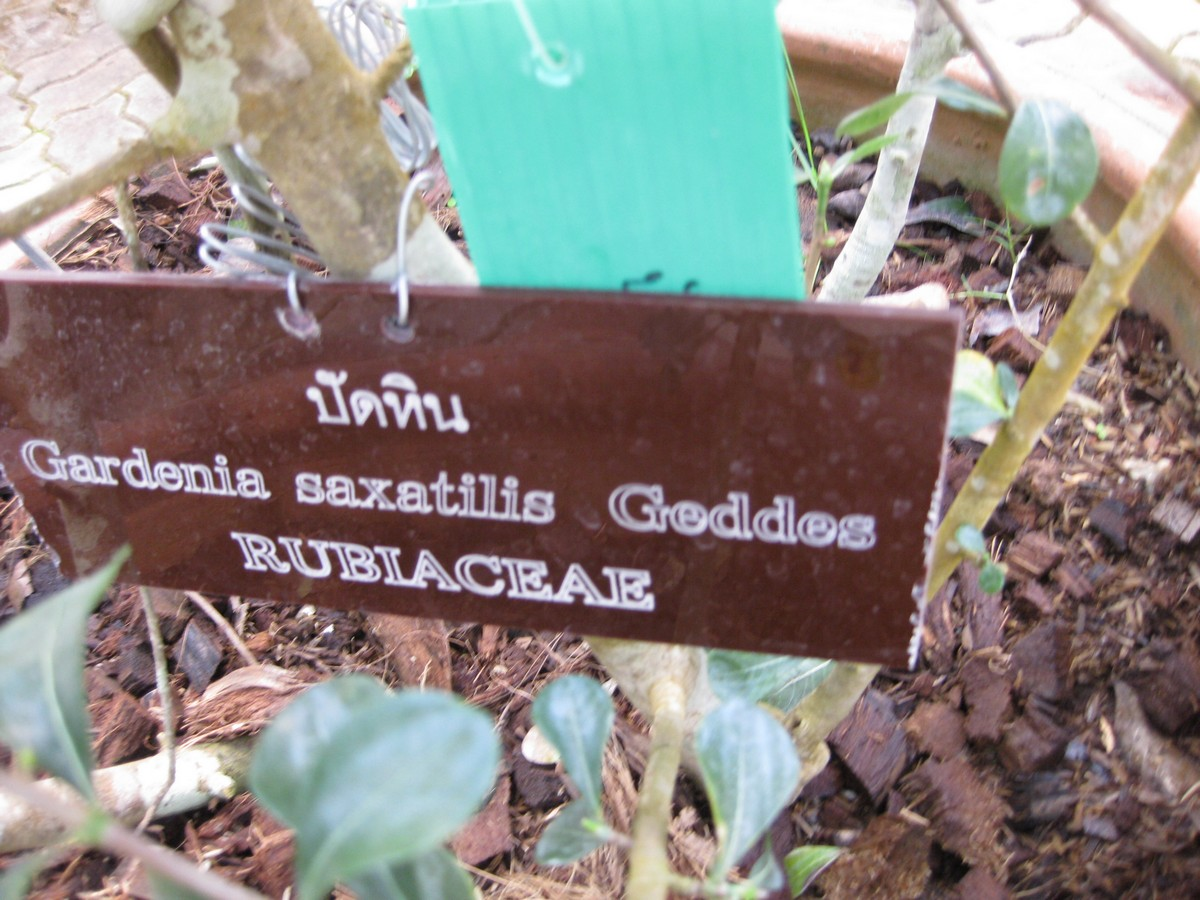